# NGC 2454
NGC 2454 is een spiraalvormig sterrenstelsel in het sterrenbeeld Tweelingen. Het hemelobject werd op 19 januari 1874 ontdekt door de Franse astronoom Édouard Jean-Marie Stephan.

## Synoniemen
- UGC 4053
- MCG 3-20-15
- ZWG 87.44
- ARAK 143
- PGC 21963